# Монтас, Темистоклес
Хуан Темистоклес Монтас Домингес (исп. Juan Temístocles Montás Domínguez; род. 6 мая 1950, Сан-Кристобаль) — доминиканский экономист, политический и государственный деятель, председатель «Доминиканской партии освобождения» (2019—2021).

## Биография
Родился 6 мая 1950 года в городе Сан-Кристобаль, провинция Сан-Кристобаль, Доминиканская Республика.
Окончил Мадридский политехнический университет, где получил докторскую степень в области инженерии, а позднее получил степень магистра экономики.
В 1973 году он был избран в Центральный комитет «Доминиканской партии освобождения», где занимал должность секретаря Хуана Боша, а позднее был назначен пресс-секретарём партии. В августе 1986 года он был избран депутатом Палаты депутатов Доминиканской Республики, пробыв на этом посту четыре года.
С начала 1990-х годов Монтас был назначен руководителем избирательных кампаний партии, отвечая в том числе и за предвыборную кампанию 1996 года, по результатам которой Леонель Фернандес стал первым президентом Доминиканской Республики, избранным от «Доминиканской партии освобождения». В январе 2007 года Фернандес назначил Монтаса министром экономики, планирования и развития. Он также сохранил свой пост при президенте Данило Медине. В августе 2016 года он был назначен на пост министра промышленности и торговли, пробыв во главе ведомства до июня 2017 года.
28 октября 2019 года Монтас сменил Фернандеса на посту председателя «Доминиканской партии освобождения», пробыв во главе партии до марта 2021 года, когда он уступил лидерство Данило Медине.